# Hydroksowęglan magnezu
Hydroksowęglan magnezu (zasadowy węglan magnezu), Mg5(OH)2(CO3)4 – nieorganiczny związek chemiczny, hydroksosól węglanu magnezu i wodorotlenku magnezu.
Uwodniony hydroksywęglan magnezu znany jest pod nazwą „magnezja biała” (łac. magnesia alba). Występuje naturalnie jako minerały: artynit (trihydrat), hydromagnezyt (tetrahydrat) i dypingit (pentahydrat).

## Właściwości
- Gęstość nasypowa: około 60–600 g/dm³.

## Otrzymywanie
Hydroksywęglan magnezu otrzymać można w wyniku dodawania sody do roztworu siarczanu magnezu. Może też być strącany z roztworów innych soli magnezu węglanami innych litowców.

## Zastosowanie
- wypełniacz do farb[5]
- odtrutka po spożyciu kwasów i związków metali[5]
- puder[5]
- we wspinaczce – zapobiega ślizganiu się spoconych dłoni i palców po chwytach (oprócz magnezji w proszku stosowana jest również magnezja w płynie – zawiesina magnezji w alkoholu z dodatkiem kalafonii)
- w sporcie, a zwłaszcza w atletyce – zapobiega ześlizgiwaniu się spoconych dłoni z gryfów, drążków i innych przyrządów gimnastycznych

## Użycie medyczne[11]
Zasadowy węglan magnezu jako substancja do stosowania w lecznictwie ma swoją monografię szczegółową w Farmakopei Polskiej VIII pod nazwą łac. Magnesii subcarbonas levis i Magnesii subcarbonas ponderosus oraz w Farmakopei Polskiej VI pod nazwą łac. Magnesii carbonas.
Hydroksywęglan magnezu stosuje się leczniczo w uzupełnianiu obniżonej ilości magnezu w organizmie co objawia się kurczami mięśni i drętwieniu kończyn, bólem mięśni, przewlekłym zmęczeniem, nadmierną pobudliwością nerwową, zaburzeniami snu. Ponadto używany jest w leczeniu wspomagającym zaburzeń rytmu serca i niewydolności serca z towarzyszącymi komorowymi zaburzeniami rytmu oraz jako składnik leków zobojętniających kwas żołądkowy i osmotycznych środków przeczyszczających.
Stosowany jest też profilaktycznie w okresie długotrwałego stosowania niektórych leków moczopędnych, w okresie stosowania doustnych środków antykoncepcyjnych, podczas kuracji odchudzających oraz w okresie wzmożonego wysiłku fizycznego.

### Przeciwwskazania
- nadwrażliwość na substancję czynną
- hipermagnezemia
- ciężka niewydolność nerek
- blok przedsionkowo-komorowy
- miastenia
- hipotonia
- biegunka

### Interakcje
Hydroksywęglan magnezu może zmniejszyć wchłanianie:
- tetracyklin
- preparatów żelaza
- fluorochinolonów
- doustnych leków przeciwzakrzepowych

Wchłanianie magnezu z przewodu pokarmowego mogą zmniejszać:
- fosforany
- duże dawki wapnia
- nadmiar lipidów
- fityniany

Wydalanie z moczem nasilają:
- diuretyki pętlowe
- antybiotyki aminoglikozydowe
- mineralokortykosteroidy
- cisplatyna
- cykloseryna
- amfoterycyna

Witamina B6 może nasilać działanie magnezu, natomiast dożylne podanie soli wapnia może jego działanie osłabiać.

### Działanie niepożądane
Preparaty magnezu są na ogół dobrze tolerowane po podaniu doustnym. Mogą wystąpić niezbyt często zaburzenia ze strony przewodu pokarmowego, takie jak biegunka, nudności lub wymioty.

### Dawkowanie
Profilaktycznie:
- 600 mg, 3 razy na dobę

Leczniczo:
- dawkowanie indywidualne; w celu uzupełnienia niedoboru magnezu zwykle 1,5 g, 3 razy na dobę; przeczyszczająco 2–4 g, 2 razy na dobę

### Preparaty
- Tabletki Magnezin (Polfa Grodzisk)